# Senesino

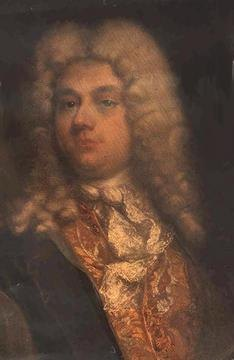
Senesino

Francesco Bernardi (1686-1758?), mais conhecido como Senesino, foi um contralto castrato célebre em seu tempo cuja carreira esteve profundamente ligada a óperas de grandes compositores barrocos como Bononcini (1670-1747), Porpora (1686-1768), Hasse (1699-1783) e, sobretudo, Händel (1685-1759). Seu apelido se deve a seu local de nascimento na Toscana, Itália.

## Início da carreira na Itália e em Dresden
Bernardi nasceu em Siena em 31 de outubro de 1686 e parece ter morrido na mesma cidade em 27 de novembro de 1758. Seu pai era barbeiro em sua cidade natal. Ele foi admitido no coro da catedral de Siena em 1695 e sofreu a castração aos treze anos de idade. Sua estreia nos palcos operísticos ocorreu em Veneza em 1707. Naquele ano e no seguinte, atuou em óperas de Giovanni Maria Rugieri (1665?-1725?) e de Giuseppe Boniventi (1670-1727), para quem representou Rinaldo. Entre 1715 e 1717, Senesino esteve em Nápoles, tendo atuado em seis óperas, incluindo Carlo re d'Alemagna e La virtù trionfante, de Alessandro Scarlatti (1660-1725). 
Em setembro de 1717, mudou-se para Dresden, tendo atuado em óperas de Antonio Lotti (1667-1740) como Giove in Argo (1717), Ascanio (1718) e Teofane (1719). Sua atuação em Teofane causou grande impressão no flautista e compositor Johann Joachim Quantz (1697-1773), registrada em sua autobiografia. Senesino foi demitido da corte de Dresden no início de 1720 por insubordinação. Senesino se recusou a cantar seu papel na ópera Flavio Crispo de Johann Heinichen (1683-1729).

## Atuação naThe Royal Academy
Händel teve oportunidade de ouvir Senesino interpretando Teofane em Dresden e o convidou para integrar o elenco da Royal Academy, fundada em 1719. Senesino juntou-se à companhia em setembro de 1720. Sua estreia no The King's Theatre ocorreu em 19 de novembro na ópera Astarto de Bononcini, interpretando o papel título. O sucesso de Astarto, executada 30 vezes na temporada, contribuiu para consolidar Senesino no cenário lírico londrino. O castrado permaneceu ligado à Academia até junho de 1728, tendo atuado em um total de 32 óperas, incluindo 13 de Händel, oito de Bononcini e sete de Attilio Ariosti (1666-1729). O temperamento arrogante e vaidoso de Senesino entrou em choque com a personalidade forte de Händel. Dean sugere que os desentendimentos entre ambos podem ter contribuído para a dissolução da Royal Academy em 1728.

## Volta à Itália e atuação na Segunda Academia
Após a dissolução da Academia, Senesino investiu os lucros da temporada londrina em uma bela casa em Siena. Uma inscrição sobre a porta dizia "a loucura dos ingleses forneceu o fundamento desta casa". Ele atuou em Paris em 1728, em Veneza, em 1729 e em Turim em 1730. Durante sua estada em Veneza, Senesino encontrou-se com duas outras importantes figuras da música lírica da época: o compositor alemão Johann Adolf Hasse (1699-1783) e sua esposa, Faustina Bordoni (1697-1781). Nesse período, Händel foi friamente recebido pelo castrato quando de uma de suas visitas à Itália. Ainda assim, em agosto de 1730, Senesino foi recontratado por Händel e John Jacob Heidegger (1666-1749) para integrar a Segunda Academia. 
Senesino chegou a Londres em outubro como um substituto para Antonio Bernacchi (1685-1756). Nos três anos seguintes, Senesino autou em seis novas óperas de Händel, além de algumas reapresentações de óperas antigas. A partir de 1733, os desentendimentos com Händel ressurgiram com força, fazendo Senesino aderir à companhia rival, a Ópera da Nobreza. Nesse período, Senesino teve oportunidade de atuar lado a lado com outro castrato famoso, Farinelli (1705-1782). A atuação de ambos no pasticcio de Hasse Artaserse  originou o episódio narrado por Charles Burney, segundo o qual, comovido com uma das árias de Farinelli, Senesino deixou de lado seu personagem, um tirano cruel, e abraçou o colega em pleno palco, muito emocionado.

## Papéis interpretados em óperas de Händel

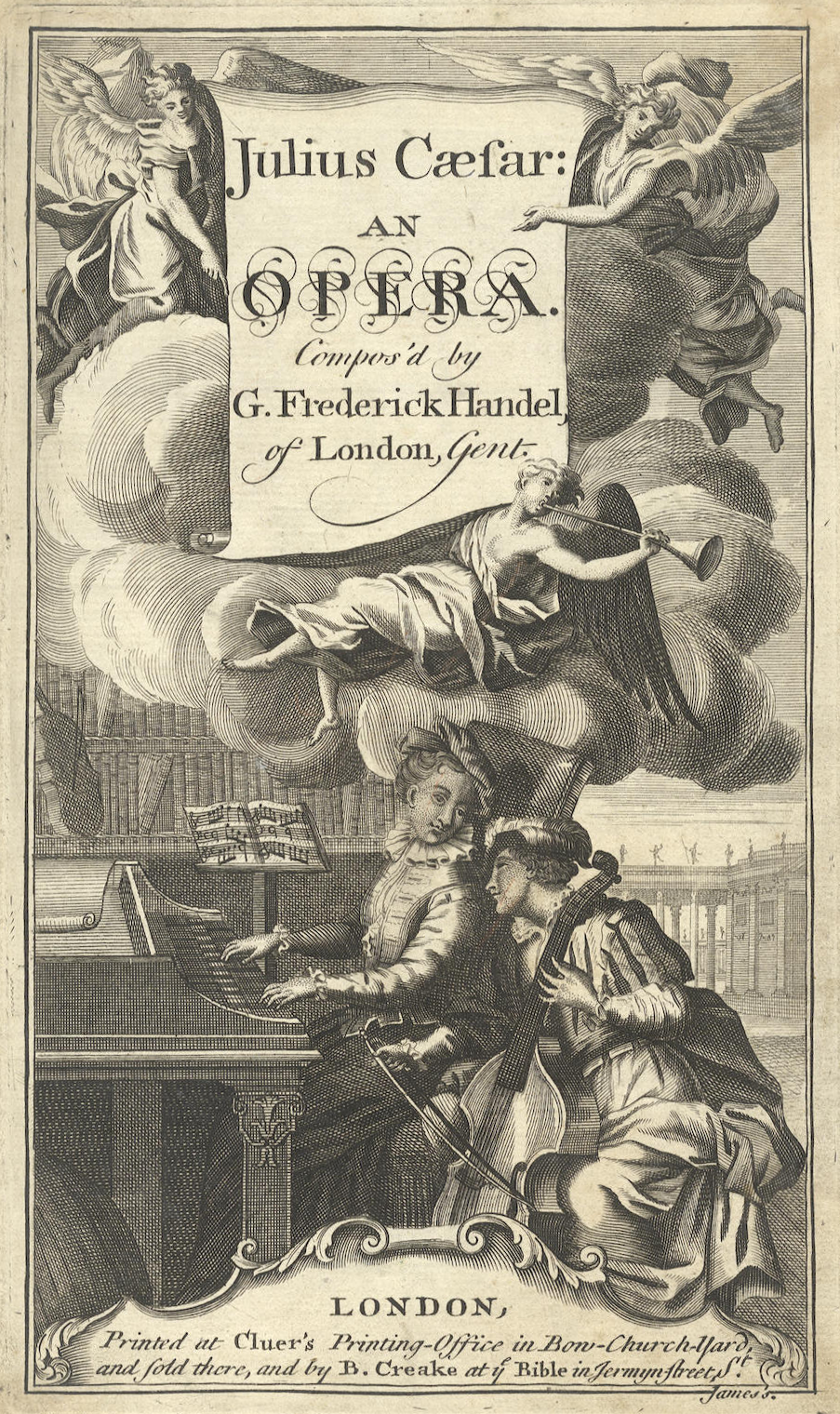
Capa da primeira edição de Giulio Cesare, 1724

- Floridante (HWV 14, 1721, personagem título)
- Ottone (HWV 15, 1723, personagem título)
- Guido (na ópera Flavio, HWV 16, 1723)
- Giulio Cesare (HWV 17, 1724, personagem título)
- Andronico (na ópera Tamerlano, HWV 18, 1724)
- Bertarido (na ópera Rodelinda, HWV 19, 1725)
- Scipione (HWV 20, 1726, personagem título)
- Alessandro (HWV 21, 1726, personagem título)
- Admeto (HWV 22, 1727, personagem título)
- Poro (HWV 28, 1731, personagem título)
- Ezio (HWV 29, 1732, personagem título)
- Sosarme (HWV 30, 1732, papel título)
- Orlando (HWV 31, 1733, personagem título)

## Final da carreira
Senesino deixou a Inglaterra em 1736, voltando para a Itália. Ainda atuou em Florença entre 1737 e 1739 e em Nápoles em 1740. Durante sua passagem por Florença, participou de um concerto no Palácio Pitti, executando um dueto com a arquiduquesa Maria Teresa (1717-1780), futura imperatriz da Áustria. Suas últimas performances ocorreram nesta cidade na obra Il trionfo de Camilla, de Porpora, no teatro San Carlo. Sua correspondência familiar sugere que ele esteve por algum tempo em Roma por volta de 1750. Senesino se retirou, então, para Siena, onde viveu seus últimos anos em uma luxuosa casa de campo de estilo inglês. A data de sua morte é incerta. Algumas fontes citam novembro de 1758. Outras, janeiro de 1759.